# Abde & Sharlota
Abde & Sharlota je český hiphopový projekt, kombinující ve své tvorbě taneční hudbu a rap. Jeho členy jsou rappeři Jakub Abdeslam (* 17. listopadu 1994 Ostrava), Šarlota Frantinová (* 17. září 1996 Praha) a Denis Neubauer (* 26. prosince 1991 Ostrava). Skupina tvoří především jako duo prvních dvou jmenovaných, přičemž nejvýraznější osobností projektu je bez pochyby zpěvačka Sharlota, považována za jednu z mála žen výrazně figurujících na české hiphopové scéně, která sólově spolupracuje také s hudebním vydavatelstvím Blakkwood Records, jež vydalo její desky Vdova EP (4. listopadu 2015) a Blakkout (8. listopadu 2016) a připravuje album Sextape, přičemž projekt samostatně nevydal jediné album a zaměřil se spíše na koncerty a digitálně distribuované singly, z nichž mezi nejznámější patří „Do rána“, „Maximum“ a „Poslední“.[nedostupný zdroj]